# 사이토니시역
사이토니시역(일본어: 彩都西駅, さいとにしえき)은 일본 오사카부 이바라키시에 있는 오사카 고속철도 사이토 선의 역이다.
사이토 선의 종착역으로 국제문화공원도시(사이토) 내에 위치한다. 역 번호는 54이다.

## 역 구조
섬식 승강장 1면 2선의 교상역이다(오사카 모노레일에서 교상역사를 갖는 역은 본 역과 반파쿠키넨코엔역 뿐이다). 수로 모양의 형상에 노선이 만들어져 있어서 역전 광장에서는 동일 차원에서 교상의 개찰구로 동선이 되어 있다. 역 개업 당초에는 역의 서쪽에 사이토야마부키 측에 연결되는 육교는 도중 단절되어 계단에서 오사카 부도 1호 이바라키셋쓰 선 쪽 인도에 내려갈 방법 뿐이었다. 그 이후, 사이토야마부키 방향의 아파트 건설에 따라, 2008년에 육교 연장 공사가 시행되었다. 그러나 아파트 완공까지는 통행 금지 조치가 이루어지고 2010년 3월부터 통행이 가능했다.
역의 입지되는 지명의 "사이토아사기"와 인접한 "사이토야마부키"와 연관되어, 플랫폼의 지붕 처면과 개찰 발설의 기둥 등은 옥색으로, 개찰구에서 역전을 연결하는 육교 측면은 황매화 색으로 도장되어 있다.
동 센터 역까지 연장 구상이 있었던 관계상 열차의 반환은 인상선 형식으로 되어 본선 가도마시 역에도 동일하다. 도착 열차는 1번 선에서 승객을 하차시킨 뒤 그 앞의 인상선에서 회차되고, 다시 반파쿠키넨코엔 행으로 2번 선에 입선하다. 또한, 인상선은 노선 연장 후에도 남을 만한 구조로 되어 있지만 연장 계획은 중단되고 있다. 또, 인상선 위를 부도 1호선이 통과하고 있지만, 이것은 일반 도로가 오사카 모노레일 궤도를 넘고 있는 유일한 것이다.
승강장은 도요카와 역과 마찬가지로 4량 분의 길이밖에 구비되지 않았지만 승강장의 도요카와 역 방향으로는 장래 연장이 가능하게 용지 확보가 준비되어 있기 때문에, 궤도도 이 부분 끝에서 내리막 경사이다. 또한, 본 역은 당초부터 플랫폼과 차량 사이의 바닥 단차가 없어 다른 역에 보이는 문 자리에 경사도가 없다.
겨울에는 강한 북풍이 부는 관계로 2013년, 개찰구 앞에 방풍용 셔터가 신설되었다.

#### 승강장
| 승강장 | 노선        | 행선                                          |
| ------ | ----------- | --------------------------------------------- |
| 1      | ■ 사이토 선 | (하차 전용 승강장)                            |
| 2      | ■ 사이토 선 | 한다이뵤인마에・반파쿠키넨코엔・센리추오 방면 |

## 역 주변
역전에는 로터리가 설치되어 있다.
- 국제문화공원도시(사이토)
  - 가든 몰 사이토
  - Francfranc LE GARAGE채도점
  - 사이토니시 우체국
  - cube3110
  - 사이토 라이프 사이언스 파크
  - 사이토니시 공원
  - 아사기사토야마 공원
  - 사이토 보육원
  - 사이토 경애 유치원
  - 사이토 경애 보육원
  - 이바라키 시립 사이토니시 초등학교
  - 이바라키 시립 사이토니시 중학교
  - 미노오 시립 사이토노오카 초・중학교
- 오사카 대학 미노오 캠퍼스 (외국어 학부)
- 와세다셋쓰료 중・고등학교
- 고요다이 고등학교

## 역사
국제문화공원도시(사이토)는 2004년에 서부 지구가 선행하여 길을 열고 그것을 받아 사이토 선의 본 역까지 연장 공사가 착공되었다.
- 2005년 4월 22일: 역명을 사이토니시역으로 결정. 처음 가칭은 니시 센터 역이었다.
- 2007년 3월 19일: 영업 개시.

## 인접역
| 오사카 고속철도 ■ 사이토 선     | 오사카 고속철도 ■ 사이토 선 | 오사카 고속철도 ■ 사이토 선 |
| ------------------------------- | --------------------------- | --------------------------- |
| 53 도요카와 반파쿠키넨코엔 방면 |                             | (시종착역)                  |